# هانتر روس
 هانتر روس (انگلیسی: Hunter Rouse؛ زاده ۱۹۰۶ - درگذشته ۱۹۹۶) یک فیزیک‌دان اهل ایالات متحده آمریکا بود.